# رؤیایی برای جوانان، بارتولومیو
چشم‌انداز بارتولمیوی جوان (روسی: Видение отроку Варфоломею) یک نقاشی رنگ روغن روی بوم است که در طول سال‌های ۱۸۸۹ و ۱۸۹۰ توسط هنرمند روسی میخائیل نستروف خلق شده است. این اولین و شناخته‌شده‌ترین اثر از مجموعه آثار او دربارهٔ سرگیوس رادونژ، یک قدیس روسی قرون وسطایی، است. این نقاشی «اثر آغازین جنبش نمادگرایی روسیه» محسوب می‌شود و در مجموعه گالری ترتیاکوف در مسکو قرار دارد.

تصویر سنت سرگیوس رادونژ، که با نام بارتولومیو متولد شده بود، از کودکی برای هنرمند عزیز و گرامی بود و تجسم آرمان اخلاقی برای نستروف بود. نستروف به سنت سرگیوس نقش بسیار مهمی در بسیج مردم روسیه داد. این نقاشی بخشی از «زندگی سنت سرگیوس» اثر اپیفانیوس حکیم را به تصویر می‌کشد:
روزی پدرش او را برای جستجوی کره اسب گمشده‌ای فرستاد. در راه، او با راهبی، پیر محترم، غریبه‌ای، کاهنی با ظاهری شبیه فرشته روبرو شد. این غریبه زیر درخت بلوطی ایستاده بود و با خلوص نیت و اشک فراوان دعا می‌کرد. پسر با دیدن او، فروتنانه تعظیم کرد و منتظر پایان دعاهایش ماند.

 راهب محترم، وقتی دعایش را به پایان رساند، نگاهی به پسر انداخت و با آگاهی از اینکه ظرف برگزیده روح القدس را می‌بیند، او را به کنار خود فراخواند، او را متبرک کرد، به نام مسیح او را بوسید و پرسید: «ای فرزند، به دنبال چه هستی یا چه می‌خواهی؟» پسر پاسخ داد: «روح من بیش از هر چیز می‌خواهد کتاب مقدس را بفهمد. من باید خواندن و نوشتن را بیاموزم و از اینکه نمی‌توانم این چیزها را یاد بگیرم، بسیار آزرده خاطرم. آیا شما، پدر مقدس، برای من از خدا دعا می‌کنید که به من فهم کتابخوانی را عطا کند؟» راهب دست‌ها و چشمانش را به سوی آسمان بلند کرد، آهی کشید، به خدا دعا کرد و سپس گفت: «آمین.»

 او با سه انگشت، گویی گنجی از کیفش بیرون آورد و تکه‌ای نان گندم سفید پروسفورا را به پسر داد و به او گفت: «فرزندم، این را در دهانت بگیر و بخور؛ این به عنوان نشانه‌ای از لطف خدا و برای درک کتاب مقدس به تو داده شده است. اگرچه هدیه کوچک به نظر می‌رسد، اما طعم آن بسیار شیرین است.»
از آن زمان به بعد، بارتولومئو می‌توانست بخواند و بنویسد، راهب شد و نام سرگیوس را برای خود برگزید.
این هنرمند طرح‌های مناظر خود را در سال ۱۸۹۹ در مجاورت ترینیتی سرگیوس لاورا کشید و در روستای کومیاکوو در نزدیکی آبرامتسوو و رادونژ ساکن شد. آبرامتسوو به یکی از مکان‌های مورد علاقه او تبدیل شد. در آنجا بخش مناظر را به پایان رساند و سپس به اوفا رفت. این هنرمند عجله داشت، زیرا برای نمایشگاه هجدهم سیارگان آماده می‌شد و با وجود آنفولانزا، به‌طور فعال به کار خود ادامه داد. روزی احساس سرگیجه کرد، تلو تلو خورد (روی یک چهارپایه کوچک ایستاد)، افتاد و بوم نقاشی آسیب دید. ادامه کار غیرممکن بود، او به یک بوم جدید نیاز داشت که سرانجام آن را آوردند.

این نقاشی که بیشترین نظرات متناقض را برانگیخت، در نمایشگاه هجدهم سیارها به یک اثر جنجالی تبدیل شد و توسط پاول ترتیاکوف برای گالری‌اش خریداری شد. این هنرمند تا پایان عمرش متقاعد شده بود که «رؤیای بارتولومیو جوانی» بهترین اثر اوست. در دوران پیری، این هنرمند می‌گفت:
من آن کسی نخواهم بود که زنده می‌ماند، بلکه «بارتولومیوی جوانی» زنده خواهد ماند. اگر سی، پنجاه سال پس از مرگ من، او هنوز چیزی به مردم بگوید، این یعنی او زنده است، یعنی من زنده‌ام. Жить буду не я. زندگی می‌کند «Otrok Varfolomey». در این صورت با سه نفر، به این معنی که سال بعد از من بگذرد، به این معنی است که می‌تواند به معنای واقعی کلمه، در زندگی، به معنای زنده و زنده بودن باشد
نسخه بعدی این نقاشی که مربوط به سال ۱۹۲۲ است، در سال ۲۰۰۷ در حراجی ساتبی به قیمت ۴٫۳ میلیون دلار (معادل ۶ دلار) فروخته شد. میلیون در ۲۰۲۲).